# Riu d'Escós
El riu d’Escós és un corrent d'aigua permanent situat a la vall del mateix nom, a la comarca del Pallars Sobirà. El riu neix al vessant sud del Cap de la Muntanyeta a 2.030 metres d'altitud amb el nom de Torrent Gros. A mida que descendeix rep aportacions d'altres torrents i passa a dir-se Barranc de les Milleres.Vora el poble d'Escós rep per l'esquerra les aportacions d'aigua del Barranc de Mencui, passant a dir-se riu d'Escós i acaba desaiguant per la dreta a la Noguera Pallaresa, al poble de Baro, a 620 metres d'altitud.